# Valentín Kozmitx Ivanov
Valentín Kozmitx Ivanov (en rus: Валентин Козьмич Иванов) (Moscou, 19 de novembre, 1934 - Moscou, 8 de novembre, 2011) fou un futbolista soviètic dels anys 50 i 60.
Extrem golejador, en total fou 59 cops internacional amb l'URSS, amb la qual marcà 26 gols. És el tercer de la història del futbol soviètic darrere d'Oleh Blokhín i Oleh Protàssov. Fou el màxim golejador de la Copa del Món de 1962 de Xile amb quatre gols, empatat amb quatre futbolistes més. En va marcar un més a Suècia 58. Fou campió olímpic a Melbourne 1956 i d'Europa el 1960.
Pel que fa a clubs, passà la major part de la seva carrera al Torpede de Moscou, on, posteriorment, fou entrenador. Al campionat soviètic marcà 124 gols en 286 presències, novè de tots els temps.

## Palmarès
Com a jugador 
- Campionat d'Europa de futbol: 1960
- Medalla d'or als Jocs Olímpics: 1956
- Lliga soviètica de futbol: 1960, 1965 (Torpedo Moscou)
- Copa soviètica de futbol: 1960 (Torpedo Moscou)

 Com a entrenador 
- Lliga soviètica de futbol: 1976 (Torpedo Moscou)
- Copa soviètica de futbol: 1968, 1986 (Torpedo Moscou)